# Plumatella fungosa
Plumatella fungosa is een mosdiertjessoort uit de familie van de Plumatellidae. De wetenschappelijke naam van de soort werd voor het eerst geldig gepubliceerd in 1768 door Peter Simon Pallas.

## Beschrijving
Van een afstand lijken deze kolonies, geelachtig tot bruinachtig van kleur, levenloos en hebben ze een geleiachtig uiterlijk, wat bij nadere observatie niet wordt bevestigd: het geleiachtige uiterlijk is slechts schijnbaar. Het is een effect dat wordt veroorzaakt door de grote hoeveelheid kleine poliepen (die krimpen onder stress).
Deze soort kan de stengels en bladeren van drijvende planten (bijvoorbeeld waterlelies) of verzonken takken en/of wortels, grote stenen of verschillende harde elementen van het substraat koloniseren. Afhankelijk van de leeftijd en de omgeving kan de kolonie verschillende verschijningsvormen aannemen (plat, geschulpt, sponsachtig, bolvormig, knol- of spoelvormig rond een tak of zeer zelden als knobbeltje).

## Verspreiding en leefgebied
Plumatella fungosa wordt algemeen gevonden in de Verenigde Staten en Noord-Europa in beken in het noorden en bergstromen in het zuiden. Plumatella fungosa is het dominante mosdierjessoort in kleine bergmeren op ongeveer 4000 meter hoogte. Het wordt vaak aangetroffen in water dat rijk is aan humusverkleuring en met een pH van minder dan 7, omstandigheden die vaak worden waargenomen in wateren die omringd zijn door naaldbomen.